# 居眠り磐音
『居眠り磐音』（いねむりいわね）は、佐伯泰英による日本の時代小説シリーズ。全51巻およびサイドストーリーの「新 居眠り磐音」シリーズ既刊5巻。
『居眠り磐音 江戸双紙』（いねむりいわね えどぞうし）のシリーズ名で双葉文庫より書き下ろしで2002年4月から2016年1月にかけて刊行され、累計発行部数2000万部を超えるベストセラーとなった。『居眠り磐音』へとシリーズ名を改め、加筆修正を経た「決定版」が新作書き下ろしのサイドストーリーとともに文春文庫より2019年から3年にわたって刊行されている。
2017年1月より続編となる『空也十番勝負』のシリーズがスタートした。
2007年から2017年にかけて『陽炎の辻〜居眠り磐音 江戸双紙〜』のタイトルでテレビドラマシリーズ化（山本耕史主演）。また2008年には『陽炎の辻 居眠り磐音』のタイトルで漫画化された。
2019年には『居眠り磐音』のタイトルで映画化された（松坂桃李主演）。

## 登場人物
『空也十番勝負』以降の動向は「空也十番勝負#登場人物」を参照

### 主人公
佐々木磐音（ささき いわね） / 坂崎磐音（さかざき いわね）
この作品の主人公。のち、佐々木磐音。九州の豊後関前藩（架空）の中老である坂崎正睦の嫡男。幼なじみの河出慎之輔、小林琴平とともに直心影流の佐々木玲圓の道場で修行（国を出る前は神伝一刀流中戸信継門下）し、3人で藩政改革を志していたが、藩の守旧派である宍戸文六らの陰謀により、自身の許嫁である奈緒の兄・琴平を討ち取ることになってしまう。傷心の磐音は、豊後を離れて浪人として江戸に戻り、江戸深川の金兵衛長屋に住み、今津屋で用心棒稼業を経てその人物を見込まれ、店の後見となる。将軍徳川家治の日光社参では世子家基の影警護として同道し、師の佐々木玲圓と共に家基を消さんとする老中田沼意次の刺客から家基を死守した。また、関前帰着前後に起きた危難にも陰ながら助け、藩主や家臣たちの信頼も厚い。後、佐々木玲圓の養子となり金兵衛の娘のおこんとも結婚、尚武館佐々木道場を継ぐが、家基の死後、田沼意次の陰謀により命を狙われ、おこんと共に江戸から離れる（後に霧子と弥助が合流）。尾張を経て、紀伊姨捨の郷で雑賀衆の庇護を受けて一子空也を儲ける。2年半を過ごした後江戸に戻り、道場を再興する。田沼一派の妨害などもあって全盛期に比べて小規模な道場となってしまったが、量より質の方針転換で20人程度の門弟を指導していた。やがて11代将軍となった徳川家斉の命により、神保小路に幕府道場として尚武館道場を再興させた。
剣を構えた姿が縁側で日向ぼっこをして居眠りしている年寄り猫のようなので、「居眠り剣法」と呼ばれている。愛刀は備前包平で、刀身は2尺7寸（約87センチ）。一度鉄釜を斬り付けて刃こぼれさせてしまったことがある。他に備前長船長義2尺6寸7分（今津屋から貰った大刀）、粟田口吉光一尺七寸三分（将軍家治の代わりに速水左近からもらった脇差）も所有している。

#### 江戸坂崎家
佐々木こん（ささき　こん）／坂崎こん（さかざき　こん） ／ おこん
磐音の住んでいる金兵衛長屋の差配を務めている金兵衛の娘。両替商の「今津屋」に女中として勤め、お艶が病弱であったこともあり、奥向きの一切の仕事を任されている。後、速水左近の養女を経て、磐音と結婚する。しかし、大納言徳川家基の死後、江戸を追われた磐音と共に身分を隠して尾張を経て紀伊姨捨の郷で一子空也を産み、2年半余を経て江戸に戻る。確実な収入源に乏しい財政難の中、道場の台所を取り仕切る。道場の裏に大根畑を作っている。
坂崎空也（さかざき くうや）
磐音とおこんの嫡男。玲圓とおえいが自害した日に懐妊がわかり、磐音と共に江戸を離れて苦難の末に姨捨の郷で誕生した。その後、3人で江戸帰着を果たした。その翌年には養祖父となる速水左近とも面会した。5歳になって庭先で磐音から剣術を習い始め、12歳で道場入りを許させる。16歳で東郷示現流を修行するため、豊後関前から薩摩へと旅立った。愛刀は修理亮盛光2尺7寸（将軍家斉からもらった大刀）。続編となる『空也十番勝負』シリーズの主人公。
坂崎睦月（さかざき むつき）
磐音とおこんの長女。磐音とおこん、空也の江戸帰着後に誕生した。速水右近が拾ってきた牝犬、小梅の世話をしている。　
松浦弥助（まつうら やすけ）
公儀御庭番衆吹上組に属する忍び。九州にある長崎街道で磐音と知り合い、後、日光社参を皮切りに磐音と行動を共にするようになる。忍術では霧子の師匠。佐々木道場が再興した後、田沼の命を受けた御庭番衆が佐々木道場を襲撃した際に初めて姓名が明らかになった。磐音と行動を共にするにつれてその人柄に惚れて、江戸帰着後に御庭番を辞して磐音と主従関係を結ぶ。

### 豊後関前
入り江に面した豊前白鶴城を中心とする7万石の小藩。財政が逼迫している中、藩は宍戸派と改革派に分裂して争っている。

#### 豊後関前藩
福坂実高（ふくさか さねたか）
関前藩の藩主。当初は藩政に無頓着であったが、参勤交代で江戸に赴いた直後、宍戸派が藩を乗っ取らんと画策したのを受けて磐音に直筆の上意文を託した。その後も磐音に対する覚えが良く、藩の危難に立ち向かう磐音に感謝している。
お代の方（おだいのかた）
実高の正室 。小城鍋島藩の姫。後に鑓兼参右衛門にそそのかされ、罪を償うために剃髪し鎌倉尼五山東慶寺に入るが、3年後に還俗し実高の許に戻った。藩邸に戻る前に、磐音と実高の心遣いにより江戸藩邸からの出迎えがあり、そこで初めて俊次と対面した。
お玉の方（おたまのかた）
実高の側室。鑓兼一派の推挙により、側室となる。後、懐妊したが正睦の機転により鑓兼一派には懐妊の事実が伏された。出産後の教育係として照埜が実高より命じられた。やがて男子、実継を出産するが実高の命により跡継ぎは俊次のままとなった。
福坂俊次（ふくさか としつぐ） / 木下俊次（きのした としつぐ）
日出藩木下家分家、立石領5000石の領主の弟。実高の養子で江戸に入るとすぐに佐々木道場に入門する。日出藩の藩道場で東軍流を会得していた。後、田沼の息が掛かる鈴木清兵衛の門弟に襲われるが家臣と尚武館道場の門弟たちにより死守された。
福坂利高（ふくさか としたか）
関前藩江戸家老。藩主・実高の従兄弟。後に藩の公金を横領していた事実が発覚し、坂崎父子を襲うが磐音に斬られる。死後、藩主主導で利高派は粛清された。
中居半蔵（なかい はんぞう）
関前藩の江戸屋敷詰直目付。直心影流目録の腕前で磐音と共に藩政改革に着手する。やがて藩の物産所の組頭に命じられ、廻船貿易に専念し、藩の改革を押し勧める。磐音の関前帰着の際、藩内に癒着がらみの不穏な動きがあることを磐音に伝えた。後に藩物産所を若手に任せ、自らは留守居役に任じられた。
宍戸文六（ししど ぶんろく）
関前藩国家老。かつては藩中興の祖といわれる切れ者であったが、年を経るにつれ頑迷になり、失政が目立つようになる。材木の転売で財政を救おうとするが、江戸の大火で材木が全焼、逆に巨額の負債を抱え込んでしまう。改革派であった坂崎磐音、河出慎之輔、小林琴平らによる藩政改革を恐れ、姦計を策して仲間割れをさせる。後に自害。秀晃という嫡男がいる。
東源之丞（ひがし げんのじょう）
関前藩郡奉行。磐音の中戸道場での先輩に当たり、正睦の側近として藩政改革に携わる。藩内における癒着の動きに関前から大坂に出向き、探索している最中に磐音と再会。共に関前に向かい、癒着事件の真相を掴んでいく最中に金で雇われた浪人に襲われて瀕死の重傷を負うが奇跡的に助かる。甥の2人も関前藩士。
中戸信継（なかと のぶつぐ）
関前藩城下にある神伝一刀流中戸道場の道場主。磐音の最初の師匠。河出慎之輔、小林琴平もこの道場に属していた。中戸道場隆盛時は藩道場を自任していたが磐音が藩を離れた5年後に病に倒れてからは新しく出来た新陰流諸星道場に門弟が移籍したこともあり、落ち着かない日々を過ごしていた。しかし、磐音の関前帰着後に磐音と辰平の打ち合いを見て感動。体調が優れない時でも道場に顔を出すようになった。

#### 豊後坂崎家
坂崎正睦（さかざき まさよし）
磐音の父。豊前関前藩中老で藩政改革の中心人物であったが宍戸の陰謀により蟄居閉門となる。後、磐音の活躍により、宍戸派が粛清されると藩政に復帰し、国家老となる。利高派の粛清、関前癒着事件等、多くの危難に見舞われるが周囲の助けもあり何とか乗り切る。
坂崎照埜（さかざき てるの）
磐音の母。関前藩年寄・岩谷家より嫁いできた。磐音が坂崎家を継がずに佐々木玲圓の養子になることに納得することが出来なかったが、磐音の関前帰着の際、湊で出迎えて磐音の妻となるおこんと会った際に全ての蟠りを捨てた。
井筒伊代（いづつ いよ） / 坂崎伊代（さかざき いよ）
磐音の妹。関前藩御旗奉行井筒源太郎に嫁ぐ。
井筒源太郎（いづつ げんたろう）
伊代の夫。洸之進（隠居）の嫡男。関前藩御旗奉行を務める。中戸道場では磐音とは兄弟弟子。
坂崎遼次郎（さかざき りょうじろう） / 井筒遼次郎（いづつ りょうじろう）
洸之進の次男。坂崎正睦の養子で磐音の佐々木家への養子縁組が決まったことを受けて正睦に乞われて養子となる。後、江戸勤番として佐々木道場の門弟となり、磐音と再会する。

#### 幼馴染
河出慎之輔（かわで しんのすけ）
磐音の修行仲間。磐音、琴平と共に藩政改革を志す。文六の姦計により、妻の舞が不貞を犯したとの讒言を信じ、斬ってしまう。その後、妹を斬られて錯乱した琴平に斬られ、死亡。
小林琴平（こばやし きんぺい）
磐音の修行仲間。磐音、慎之輔と共に藩政改革を志す。舞と奈緒の兄。文六の姦計により、妹の舞を斬った慎之輔ほか2名を斬ってしまう。その後上意討ちにより、磐音に斬られ、死亡。
河出舞（かわで まい）
慎之輔の妻。奈緒の姉で琴平の妹。妻の舞が不貞を犯したとの讒言を信じた慎之輔により、斬られて死亡。
前田屋奈緒（まえだや なお） / 小林奈緒（こばやし なお）
磐音の元許嫁。琴平と舞の妹で、文六の姦計により小林家が廃絶になった後、病に倒れた父の治療費を稼ぐために自らの身を売る。その美貌ゆえに各地に転売され、最終的に吉原で白鶴太夫という名の花魁となった。後に出羽国の紅花問屋前田屋内蔵助のもとへ嫁入りする。山形藩の内紛で危機に瀕した時には紅花文書を死守し、磐音も陰ながら助ける。後、3人の子に恵まれるが、内蔵助の死去により山形での生活が難しくなり、3人の子を連れて江戸に戻り「最上紅前田屋」を開き、一方で関前藩の藩物産所のために、関前にて紅花栽培を始めた。

### 江戸

#### 幕閣
速水左近（はやみ さこん）
直参旗本で将軍御側御用取次を務める。佐々木玲圓道場の剣友で小野派一刀流免許皆伝の腕前を持つ。幕府内において将軍徳川家治の信任厚く、時には老中や大名よりも絶大な権力を誇る。実権を握ろうとする田沼意次を牽制しつつ、家基の将軍就任に向けて着々と準備を進める。日光社参においても玲圓や磐音らと共に影警護に徹して家基を死守したが、鷹狩りの帰りの際に田沼の息のかかった者に暗殺されしてしまう。そのため、田沼の実権掌握を許し、御役御免の上で蟄居閉門となる。その後、許されたが甲府勤番として山流しに遭い、徳川御三家の助言により復帰するまでの3年余の間、家族と別れて過ごすことになる。甲府勤番時代は善政を敷き、歴代勤番の中でも実直だと噂された。江戸への道中で田沼の命を受けた刺客に襲われるが磐音たちが駆けつけて無事帰着した。帰着後は奏者番に昇格し、敵対する田沼意知と同格となった。その後寄合席に入っていたが、11代将軍徳川家斉の命により再び御側御用取次に返り咲いた。杢之助、右近の2人の息子も佐々木道場の門弟。
赤井主水正（あかい もんどのしょう）
将軍家治の側近くに仕える御小姓組。磐音と赤鞘組の曽我部下総守俊道との果たし合いを目撃し、その縁で佐々木道場にも出入りするようになる。
太田播磨守正房（おおた はりまのかみ まさふゆ）
勘定奉行。将軍家治の日光社参で、勘定方の長として費用の差配を行なった。磐音は、太田の内用人という肩書きで社参に加わった。

#### 今津屋
今津屋吉右衛門（いまづや きちえもん）
両替商「今津屋」の主人。吝嗇で有名だが、「金をかけるべきところにかけ、それ以外は削る」という信条の持主。第1作で敵の豪商が失脚して以後は、江戸にある600軒の両替商の株仲間を束ねている。内儀であるお艶を病で亡くし、小田原宿脇本陣主・小清水屋右七の次女であるお佐紀を新たに内儀として迎えることになる。
由蔵（よしぞう）
「今津屋」の老分（ろうぶん）番頭。今津屋の知恵袋として内外を仕切る。おこんに次いで磐音とも親しく信頼している。
艶（えん）
吉右衛門の先妻。病弱であり、自らはいつも奥で過ごし、今津屋の奥向きの仕事のすべてをおこんに任せている。後に、病に倒れ亡くなる。
佐紀（さき）
吉右衛門の後妻。小田原宿脇本陣主である小清水屋右七の次女で本来は姉が今津屋に嫁ぐことになっていたが元藩士と駆け落ちをしてしまい、姉に変わって吉右衛門とお見合いをし、双方の気持ちが通じ、姉の代わりではないことを打ち明け、吉右衛門に嫁いだ。後、2人の子に恵まれる。
林蔵（りんぞう）
筆頭の支配人。
和七（わしち）
次席の支配人。
和吉（わきち）
帳合方の番頭。
新三郎（しんざぶろう）
振場役の番頭。若いが機転が利き、動作が機敏。用心棒時代の磐音と行動を共にすることが多かった。
保吉（やすきち）
手代。よく宮松をからかう。
宮松（みやまつ）
「今津屋」の丁稚。磐音の供をしては何度も危険な目に逢っている。悩みは字が下手なことで、度々由蔵に説教されている。後、小僧から手代に昇格する。
おきよ
台所の女衆を束ねる。

#### 佐々木玲圓道場 / 坂崎道場
佐々木玲圓（ささき れいえん）
江戸の神田・神保小路の直心影流佐々木道場（後に尚武館ささき道場）の主。磐音の剣術の師匠で、名は道永（みちなが）。幕府と秘かな繋がりを持っている。攻めの苛烈さから、その剣術は炎の剣と呼ばれ、後継となる磐音であろうと容赦しない。将軍徳川家治の日光社参では秘かに同行し、大納言徳川家基を磐音と共に救った。しかし、家基の死後、妻と自害して果て、殉死を禁じた幕府の意向（田沼意次の指示）により佐々木道場は取り潰しとなる。
佐々木えい（ささき えい）
玲圓の妻。子を宿さなかったことで佐々木家断絶の覚悟を胸に秘めていたが、磐音を養子に迎え、また、おこんを磐音の妻に迎えたことで佐々木家存続が決まる。おこんとの仲も良く、奉公人の早苗や門弟の霧子と共に道場の台所を守った。また、磐音を通じて三味芳六代目鶴吉の紹介でおこんと共に三味線を習う。しかし、家基の死後、玲圓と共に自害する。
依田鐘四郎（よだ かねしろう） / 本多鐘四郎（ほんだ かねしろう）
佐々木道場で住み込みの師範を務める。磐音の兄弟子。後に西の丸御納戸組頭・依田新左衛門の娘お市と結婚し、依田家に婿入りし、速水の推挙により西の丸近習衆となる。しかし、家基の死後、御役御免となり、江戸に戻った磐音を助ける。磐音が速水救援に赴く際は影武者として道場を守った。
松平辰平（まつだいら たっぺい）
佐々木道場の住み込みの門弟。旗本松平喜内の次男。「痩せ軍鶏」のあだ名を持つ。内心を見せず、慎重に行動することが多い。磐音らが関前に行く時に同行を求め、その後、武者修行へと旅立つ。肥後熊本、対馬厳島、筑前福岡等で5年の修行の後、豊後関前を経て土佐で利次郎と合流し、磐音らと再会した後、江戸へ帰着する。後に博多の大豪商・箱崎屋次郎平の末娘お杏と祝言を挙げ、筑前福岡藩へ仕官し、御番衆にして剣術指南役となった。愛刀は豊後国僧定秀2尺6寸（箱崎屋からもらった大刀）。
重富利次郎（しげとみ としじろう）
佐々木道場の住み込みの門弟。土佐藩近習目付重富百太郎の次男。「でぶ軍鶏」のあだ名を持つ。無口で負けず嫌いであり、同じく「痩せ軍鶏」のあだ名を持つ辰平といつも争っている。後に父の御用で共に江戸を出立し、国許に旅に行き、土佐藩を巡る内紛に巻き込まれるが佐々木道場の兄弟子に当たる一刀流麻田勘次と共に決着を着けた。そのため、藩主山内豊雍や重臣らからの覚えも良い。その後、辰平と合流し、紀伊で磐音らと再会した後、江戸に帰着する。やがて霧子と祝言を挙げた後、豊後関前藩へ仕官した。
重富霧子（しげとみ　きりこ） / 霧子（きりこ）
雑賀衆のくノ一。日光道中での徳川家基への襲撃に加わり、その際に弥助に捕らえられる。後に佐々木道場の門弟となり、雑賀衆と決別。その後は忍び働きで磐音を助け、磐音とおこんが江戸を離れた際は弥助と共に2人の護衛や密偵を務め、紀伊姨捨の郷へ2人を導いた。田沼一派との戦いを経て江戸へ帰着する。速水救援の際は磐音たちと共に駆けつけた。利次郎に嫁いでからは関前藩の長屋での生活となり、利次郎が通いで道場に稽古に向かう時は自身も一緒に行う。
小田平助（おだ へいすけ）
富田天信正流槍折れの使い手で佐々木道場の客分として門番を務める。玲圓や磐音に請われて道場の長屋に住み、季助の手伝いをする傍らで門弟たちの指導を行う。佐々木道場断絶後に道場の処分が決まるまで留守を任され、磐音とおこんが江戸を離れた際は小梅村の今津屋の寮に移る。また、今津屋より内々に依頼を受けて影警護を担い、自らも紀伊姨捨の郷で磐音らと再会した後、江戸に帰着した。帰着後は下半身を鍛えるために槍折れを修行の1つとして取り入れ、その指導に当たる。
季助（きすけ）
道場の門番を勤める老人。道場破りが置いていった白山という犬の世話をしている。玲圓の死後は磐音に仕えている。弥助・平助と並んで「三助年寄り」と呼ばれる。
田丸輝信（たまる てるのぶ）
尚武館道場の住み込みの門弟。御家人田丸輝左衛門の三男。母・菊野から青蓮院流の書体を学んだことから、道場の書状を認める時には頼られる。やがてさかざき道場の師範代となり、神保小路に尚武館道場が再興した後の小梅村の道場の運営を任された。尚武館道場に奉公していた竹村早苗と結婚した。
神原辰之助（かんばら たつのすけ）
尚武館道場の住み込みの門弟。後に輝信と同じく師範代となり、利次郎が江戸留守中の間の豊後関前藩剣術指南役となった。
向田源兵衛（むこうだ げんべえ）
元芸州広島藩の下士。間宮一刀流の使い手で名は高利（たかとし）。藩政を二分する騒ぎに立ち向かったため脱藩し、江戸で「殴られ屋」を営んでいたところ、その腕に磐音が感服し佐々木道場の客分として迎えられた。しかし再び広島藩の内紛と立ち向かうこととなり、内紛の因を見事取り除いたことで旅に出ることとなった。磐音は「道場はいつなりともそなたを迎える」と別れ際に伝えていたため、十数年後に再び江戸に舞い戻り、輝信とともに小梅村の道場運営を任された。

#### 南町奉行所
笹塚孫一（ささづか まごいち）
南町奉行所の年番方与力。悪人の貯めていた金の中で、持ち主不明のものを押収しては奉行所の探索費用に繰り込むという荒業を、平然とやってのける度胸と頭の持ち主。ただし、決して私腹を肥やすことはないため、町奉行牧野大隅守成賢（まきのおおすみのかみせいげん）も同僚も黙認している。そのため、磐音を利用することも躊躇わず、アメとムチをうまく使う。磐音が江戸を離れた後、奉行が田沼の側近の親戚であったため、一時無役となるが再び復帰する。
木下一郎太（きのした いちろうた）
南町奉行所の定町廻り同心。笹塚の右腕的存在で、磐音と行動を共にすることも多々ある。北町奉行所与力瀬上菊五郎の娘の菊乃と結婚する。
竹蔵（たけぞう）
深川一帯を仕切る十手持ち。通称「地蔵の親分」。本所で、女房のおせんと共に蕎麦屋「地蔵蕎麦」を営む。手下に音次がいる。
逸見五郎蔵（いつみ ごろぞう）
例繰方（れいくりかた）同心。事件に関する文書の整理保存や先例の調査にあたる南町の生き字引で、彼の記憶が事件解決の糸口になることも多い。

#### 品川家
品川柳次郎（しながわ りゅうじろう）
御家人品川清兵衛の次男。磐音の用心棒仲間で、北割下水の屋敷地で母と共に、家を切り盛りしている。父と兄が家を出てしまったため、家督を相続する。しかし、経済的には苦しく内職は継続。磐音とお有の勧めで佐々木道場の門弟となる。後にお有と結婚し、磐音とおこんの江戸帰着の際は田沼一派の目を騙すためにお有と共に囮になった。
品川幾代（しながわ いくよ）
柳次郎の母。竹村の性格を快く思っていないが、磐音のことになると機嫌が良くなる。
品川有（しながわ ゆう） / 椎葉有（しいば ゆう）
柳次郎の妻。学問所勤番組頭椎葉弥五郎の娘。当初北割下水に住み、品川家とも馴染みがあった。柳次郎と再会したころ、お有に縁談が持ち上がっており、御書院衆組頭八幡鉄之進の側室になる予定だったが、八幡が賭博の胴元をして速水や玲圓、笹塚らが率いる目付衆や町奉行所の出役により失脚、縁談も破談となった。柳次郎と仲はますます良くなり、桂川国瑞と桜子夫妻の仲人で2人は結婚する。

#### 竹村家
竹村武左衛門（たけむら ぶざえもん）
本所の南割下水の半欠け長屋に住む浪人。本人は「伊勢の津藩藤堂家の家臣であった」と言うが、実態は数代前の先祖が藤堂家に仕官（無役）していただけであり、自身には藤堂家に仕えた経験はない。丹石流の自称達人。妻・勢津と4人の子を持ちつつも、収入はほとんど酒代に使ってしまう。磐音、柳次郎とは用心棒仲間。後に侍の身分を捨て、磐城平藩安藤家の下屋敷門番となる。
竹村勢津（たけむら せつ）
武左衛門の妻。当てにならない夫を支えつつ、4人の子を養う強い母である。
竹村早苗（たけむら さなえ）
武左衛門の長女。父が仕事の最中に怪我をしたのを機に磐音の勧めで尚武館道場へ奉公に出る。尚武館道場が断絶した時は一時宮戸川に奉公に出ていたが、再興後は再び尚武館道場へ奉公する。尚武館道場の門弟、田丸輝信と結婚した。
竹村秋世（たけむら あきよ）
武左衛門の次女。江戸に戻ってきた奈緒が開いた「最上紅前田屋」の店開きを手伝ったことがきっかけで、紅染めや紅に興味を持ち正式に奉公することとなった。奈緒が関前で紅花栽培を始めるに至って、店の運営を任される。
竹村修太郎（たけむら しゅうたろう）
武左衛門の嫡男。早苗・秋世の弟で父親に連れられて尚武館道場へ入門するが、稽古に気持ちが向かわず、黒門町若衆組と行動を共にしていた。後に改心し、研ぎ師になるために鵜飼百助に弟子入りする。
竹村市造（たけむら いちぞう）
武左衛門の次男。「最上紅前田屋」で働く秋世を訪ねたことがきっかけで紅染めに興味を持ち、紅染め職人になるために三代にわたって紅染めを生業としてきた本所篠之助のもとで奉公する。

#### その他
金兵衛（きんべえ）
おこんの父親。浪人時代の磐音が入居した、深川六間堀の金兵衛長屋の差配を務める。いつでもどてらを着ている姿から、「どてらの金兵衛」と呼ばれ、親しまれている。
幸吉（こうきち）
深川・唐傘長屋に住む鰻取りの少年。磐音の深川暮らしの師匠で、磐音のことを「浪人さん」と呼んでいる。後に、鰻屋「宮戸川」に奉公する。
おそめ
深川・唐傘長屋に住むしっかり者の少女。大工の兼吉の娘で幸吉の幼馴染。縫箔職人になりたいと言い出し、縫箔職人三代目江三郎のもとへ奉公に行くことになる。その前に、絵心を養うような様々な経験を積むためと修行に耐えられる体作りのため、一時的に今津屋で奉公していた。そめが職人修行に出た後、妹のおはつが今津屋へ奉公に出た。
鉄五郎（てつごろう）
鰻屋「宮戸川」の主人。磐音を鰻割きとして雇っている。磐音の日当は70文だったが、後に100文とした。独自の研究で開発したタレを用いた鰻蒲焼は大名や商家を始め、江戸城内にも評判が広がり、どうしても出来たての蒲焼を食べたい家基が、側近や磐音らを巻き込んで秘密裏に宮戸川へ行く程だった。女将はおさよ。鰻割き職人の松吉と次平、料理人の進作、小女のおもとを雇っている。後に、幸吉が住み込み弟子として加わった。
四郎兵衛（しろべえ）
吉原を取り仕切る吉原会所の頭。磐音と白鶴太夫の関係を知る数少ない人物の1人。
中川淳庵（なかがわ じゅんあん）
若狭国小浜藩の蘭方医。九州で蘭学嫌いの一団に襲われたところを、磐音に助けられ、懇意となった。
桂川国瑞（かつらがわ くにあきら）
通称は甫周。幕府奥医師。十八大通にも名を連ねることから、白鶴太夫（小林奈緒）がらみの事件の時、中川順庵を通じて磐音と知り合い、懇意となった。
桂川桜子（かつらがわ さくらこ） / 織田桜子（おだ さくらこ）
因幡国鳥取藩池田家の重臣、織田宇多右衛門の娘。お家騒動の際、密書を江戸藩邸に届けようと若衆姿で江戸入りし、刺客に襲われたところを磐音に助けられた。以来、磐音に猛烈なアタックを繰り返したがかわされ続け、最終的には桂川国瑞の妻となった。
北尾重政（きたおしげまさ）
浮世絵師。白鶴太夫を描いて評判となった。しばしば白鶴や吉原遊郭に関する情報を磐音にもたらした。
利左衛門（りざえもん）
魚河岸の乾物問屋若狭屋の5代目。関前藩の物産を取り扱う。
義三郎（ぎさぶろう）
若狭屋の番頭。
小吉（こきち）
今津屋がよく利用する船宿川清の船頭。機敏な若者。
参吉（さんきち）
今津屋がよく利用する駕籠伊勢の駕籠かき。先棒を担ぐ。
銀五郎（ぎんごろう）
大工の棟梁。神保小路の尚武館大改築を手掛け、小梅村にある百姓家を道場に改築した実績を持つ。
鵜飼百助（うかい ももすけ）
本所吉岡町裏に住む御家人。副業の刀研ぎは名人芸で、持ち主や刀が気に入らないと、どんなに金を積まれても研ぎを引き受けないが、気に入ったとなると、研ぎ料など気にせずに手入れしてくれる。立派な髭の持ち主で、別名天神髭の百助。
箱崎屋次郎平（はこざきや じろべい）
博多の大商人。長崎や対馬を通じて異国との交易もしている分限者で、今津屋とは昵懇の間柄。磐音とおこんが福岡逗留の際には、箱崎屋に滞在していた。5人の子供を持ち、のち息子2人は次郎平の右腕となって大所帯を切り盛りし、娘2人は商家に嫁いでいる。
松平杏（まつだいら きょう） / 箱崎屋杏（はこざきや きょう）
箱崎屋次郎平の末娘。幼いころより茶道を嗜んできた。福岡に滞在した磐音とおこんの世話を務め、武者修行で福岡にやってきた辰平と相思相愛の間柄となった。辰平が福岡城下を去るにあたって筥崎宮の御守りを渡しており、以降江戸にいる辰平と辰平の母お稲に文を頻繁に書き送っていた。嫁入りや婿の話がきても頑として聞く耳を持たずに辰平を想い続け、晴れて夫婦となった。

## 作品リスト

### 本編
1. 陽炎ノ辻（かげろうのつじ、2002年4月、ISBN 4-575-66126-0）
  - 陽炎ノ辻 居眠り磐音（一） 決定版（2019年2月10日、文春文庫、ISBN 978-4-16-791219-2）
2. 寒雷ノ坂（かんらいのさか、2002年7月、ISBN 4-575-66130-9）
  - 寒雷ノ坂 居眠り磐音（二） 決定版（2019年3月10日、文春文庫、ISBN 978-4-16-791239-0）
3. 花芒ノ海（はなすすきのうみ、2002年10月、ISBN 4-575-66134-1）
  - 花芒ノ海 居眠り磐音（三） 決定版（2019年3月10日、文春文庫、ISBN 978-4-16-791240-6）
4. 雪華ノ里（せっかのさと、2003年2月、ISBN 4-575-66140-6）
  - 雪華ノ里 居眠り磐音（四）決定版（2019年4月10日、文春文庫、ISBN 978-4-16-791259-8）
5. 龍天ノ門（りゅうてんのもん、2003年5月、ISBN 4-575-66146-5）
  - 龍天ノ門 居眠り磐音（五）決定版（2019年4月10日、文春文庫、ISBN	978-4-16-791260-4）
6. 雨降ノ山（あふりのやま、2003年8月、ISBN 4-575-66149-X）
  - 雨降ノ山 居眠り磐音（六）決定版（2019年5月10日、文春文庫、ISBN 978-4-16-791282-6）
7. 狐火ノ杜（きつねびのもり、2003年11月、ISBN 4-575-66156-2）
  - 狐火ノ杜 居眠り磐音（七）決定版（2019年5月10日、文春文庫、ISBN	978-4-16-791283-3）
8. 朔風ノ岸（さくふうのきし、2004年3月、ISBN 4-575-66165-1）
  - 朔風ノ岸 居眠り磐音（八）決定版（2019年6月9日、文春文庫、ISBN 978-4-16-791299-4）
9. 遠霞ノ峠（えんかのとうげ、2004年5月、ISBN 4-575-66170-8）
  - 遠霞ノ峠 居眠り磐音（九）決定版（2019年6月9日、文春文庫、ISBN 978-4-16-791300-7）
10. 朝虹ノ島（あさにじのしま、2004年9月、ISBN 4-575-66179-1）
  - 朝虹ノ島 居眠り磐音（十）決定版（2019年7月10日、文春文庫、ISBN 978-4-16-791317-5）
11. 無月ノ橋（むげつのはし、2004年11月、ISBN 4-575-66185-6）
  - 無月ノ橋 居眠り磐音（十一）決定版（2019年7月10日、文春文庫、ISBN 978-4-16-791318-2）
12. 探梅ノ家（たんばいのいえ、2005年3月、ISBN 4-575-66197-X）
13. 残花ノ庭（ざんかのにわ、2005年6月、ISBN 4-575-66204-6）
14. 夏燕ノ道（なつつばめのみち、2005年8月、ISBN 4-575-66217-8）
15. 驟雨ノ町（しゅううのまち、2005年11月、ISBN 4-575-66222-4）
16. 螢火ノ宿（ほたるびのしゅく、2006年3月、ISBN 4-575-66232-1）
17. 紅椿ノ谷（べにつばきのたに、2006年3月、ISBN 4-575-66233-X）
18. 捨雛ノ川（すてびなのかわ、2006年6月、ISBN 4-575-66242-9）
19. 梅雨ノ蝶（ばいうのちょう、2006年9月、ISBN 4-575-66254-2）
20. 野分ノ灘（のわきのなだ、2007年1月、ISBN 978-4-575-66265-8）
21. 鯖雲ノ城（さばぐものしろ、2007年1月、ISBN 978-4-575-66266-5）
22. 荒海ノ津（あらうみのつ、2007年4月、ISBN 978-4-575-66278-8）
23. 万両ノ雪（まんりょうのゆき、2007年8月、ISBN 978-4-575-66292-4）
24. 朧夜ノ桜（ろうやのさくら、2008年1月、ISBN 978-4-575-66314-3）
25. 白桐ノ夢（しろぎりのゆめ、2008年4月、ISBN 978-4-575-66328-0）
26. 紅花ノ邨（べにばなのむら、2008年7月、ISBN 978-4-575-66338-9）
27. 石榴ノ蠅（ざくろのはえ、2008年9月、ISBN 978-4-575-66344-0）
28. 照葉ノ露（てりはのつゆ、2009年1月、ISBN 978-4-575-66364-8）
29. 冬桜ノ雀（ふゆざくらのすずめ、2009年4月、ISBN 978-4-575-66375-4）
30. 侘助ノ白（わびすけのしろ、2009年7月、ISBN 978-4-575-66387-7）
31. 更衣ノ鷹 上（きさらぎのたか、2010年1月7日、ISBN 978-4-575-66422-5）
32. 更衣ノ鷹 下（きさらぎのたか、2010年1月7日、ISBN 978-4-575-66423-2）
33. 孤愁ノ春（こしゅうのはる、2010年5月13日、ISBN 978-4-575-66441-6）
34. 尾張ノ夏（おわりのなつ、2010年9月19日、ISBN 978-4-575-66461-4）
35. 姥捨ノ郷（うばすてのさと、2011年1月16日、ISBN 978-4-575-66478-2）
36. 紀伊ノ変（きいのへん、2011年4月17日、ISBN 978-4-575-66492-8）
37. 一矢ノ秋（いっしのとき、2011年7月14日、ISBN 978-4-575-66508-6）
38. 東雲ノ空（しののめのそら、2012年1月15日、ISBN 978-4-575-66539-0）
39. 秋思ノ人（しゅうしのひと、2012年6月17日、ISBN 978-4-575-66565-9）
40. 春霞ノ乱（はるがすみのらん、2012年10月14日、ISBN 978-4-575-66583-3）
41. 散華ノ刻（さんげのとき、2012年12月23日、ISBN 978-4-575-66595-6）
42. 木槿ノ賦（むくげのふ、2013年1月13日、ISBN 978-4-575-66596-3）
43. 徒然ノ冬（つれづれのふゆ、2013年6月13日、ISBN 978-4-575-66616-8）
44. 湯島ノ罠（ゆしまのわな、2013年12月15日、ISBN 978-4-575-66642-7）
45. 空蟬ノ念（うつせみのねん、2014年1月9日、ISBN 978-4-575-66646-5）
46. 弓張ノ月（ゆみはりのつき、2014年7月12日、）
47. 失意ノ方（しついのかた、2014年12月14日、）
48. 白鶴ノ紅（はっかくのくれない、2015年1月10日、）
49. 意次ノ妄（おきつぐのもう、2015年7月19日、）
50. 竹屋ノ渡（たけやのわたし、2016年1月9日、）
51. 旅立ノ朝（たびだちのあした、2016年1月9日、）

### サイドストーリー
1. 奈緒と磐音 居眠り磐音（2019年1月10日、文春文庫、ISBN 978-4-16-791203-1）
磐音と奈緒の幼年期から青年期を描いた、本編で描かれなかった5篇の前日譚。
2. 武士の賦 居眠り磐音（2019年4月10日、文春文庫、ISBN 978-4-16-791253-6）
利次郎、辰平、霧子の青春の日々を描く。
3. 初午祝言 居眠り磐音（2020年1月4日、文春文庫、ISBN 978-4-16-791416-5）
品川柳次郎とお有の祝言の日や、磐音をめぐる人々の運命の一日を描く。この巻から「新 居眠り磐音」のシリーズ名が付けられる。
4. おこん春暦 居眠り磐音（2020年4月8日、文春文庫、ISBN 978-4-16-791468-4）
若き日のおこんを描いた二作。
5. 幼なじみ 居眠り磐音（2021年1月4日、文春文庫）
幸吉とおそめの職人として成長していく日々を描く。

### その他作品
- 「居眠り磐音江戸双紙」読本（2008年1月、ISBN 978-4-575-66315-0）
読み切り中編「跡継ぎ」収録
- 居眠り磐音 江戸双紙 帰着準備号（2011年10月16日、ISBN 978-4-575-66525-3）
読みきり中編「橋の上」（『居眠り磐音 江戸双紙』 青春編）収録
- 吉田版「居眠り磐音」江戸地図 磐音が歩いた江戸の町（吉田喜久雄地図作成、佐伯泰英監修 ISBN 978-4-575-66540-6）
江戸地図1枚（地図サイズ:縦75cm×横80cm）
索引小冊子（16ページ）
特製しおり6枚セット

## テレビドラマ
『陽炎の辻〜居眠り磐音 江戸双紙〜』としてテレビドラマシリーズ化され、2007年にNHKの「木曜時代劇」で、2008年と2009年に「土曜時代劇」で放映された。また、2017年には「正月時代劇」で完結編が放映された。主演は山本耕史。

## 映画
『居眠り磐音』のタイトルで映画化され、2019年5月17日公開。主演は松坂桃李。監督は本木克英、脚本は藤本有紀。
佐伯泰英作品の初めての映画化。松坂は時代劇初主演。

### 製作
撮影は2018年3月から4月にかけて大分県杵築市および京都近郊にて行われた。
宍戸文六役はピエール瀧で撮影が行われていたが、2019年3月12日に発覚した瀧の不祥事を受けて、3月29日に代役として奥田瑛二が起用されることが発表され、出演箇所を再撮影して差し替え、当初の予定通り5月17日に全国公開された。これにともない4月4日に予定されていた完成披露イベントでの本編上映は中止となった。

### キャスト
- 坂崎磐音：松坂桃李
- おこん：木村文乃[11]
- 奈緒：芳根京子
- 小林琴平：柄本佑
- 河出慎之輔：杉野遥亮
- 佐々木玲圓：佐々木蔵之介
- 宍戸文六：ピエール瀧 → 奥田瑛二[8]
- 由蔵：佐戸井けん太
- 毘沙門の統五郎：比留間由哲
- 東源之丞：和田聰宏
- 竹村武左衛門：高橋努
- 品川柳次郎：荒井敦史
- 坂崎伊代：南沙良
- 鉄五郎：ベンガル
- 川合久敬：桜木健一
- 蔵持十三：水澤紳吾
- 黒岩十三郎：阿部亮平
- 上野伊織：永瀬匡
- さよ：川村ゆきえ
- 河出舞：宮下かな子
- 松吉：山本浩司
- 佐兵衛：有福正志
- 日村綱道：菅原大吉
- 三浦屋庄右衛門：陣内孝則（特別出演）
- 甚兵衛：橋本じゅん
- 邦右衛門：早乙女太一
- 高尾太夫：中村ゆり
- 天童赤児：波岡一喜
- 坂崎正睦：石丸謙二郎
- 坂崎照埜：財前直見（友情出演）
- 田沼意次：西村まさ彦（友情出演）
- 今津屋吉右衛門：谷原章介
- 金兵衛：中村梅雀
- 阿波屋有楽斎：柄本明

### スタッフ
- 原作：佐伯泰英『居眠り磐音 決定版』（文春文庫刊）
- 監督：本木克英
- 脚本：藤本有紀
- 音楽：髙見優
- 主題歌：MISIA「LOVED」（アリオラジャパン）[12]
- 企画・プロデュース：藤村直人
- 製作：今村司、大角正、谷和男、中部嘉人、有馬一昭、安部順一
- エグゼクティブ・プロデューサー：伊藤響、吉田繁暁
- プロデューサー：西麻美、福島大輔
- ラインプロデューサー：砥川元宏
- 撮影：安田雅彦
- 照明：はのひろし
- 美術：原田哲男、倉田智子
- 録音：山本研二
- 編集：川瀬功（J.S.E.）
- 整音：鈴木肇
- 音響効果：岡瀬晶彦
- 装飾：郷原慶太、中込秀志
- アクションコーディネーター：諸鍛冶裕太
- VFXプロデューサー：齋藤大輔
- VFXディレクター：土師翔太
- 演技事務：城野浩人
- 制作担当：高塚映里香、村山大輔
- 記録：西岡智子
- 宣伝プロデューサー：西田雅之
- 音楽プロデューサー：千陽崇之
- 音楽ディレクター：岩﨑充穂
- 助監督：井上昌典
- 配給：松竹
- 制作プロダクション：松竹撮影所
- 制作協力：松竹映像センター
- 企画：日本テレビ放送網
- 製作：映画「居眠り磐音」製作委員会（日本テレビ放送網、松竹、読売テレビ放送、文藝春秋、イオンエンターテイメント、読売新聞社、札幌テレビ放送、宮城テレビ放送、静岡第一テレビ、中京テレビ放送、広島テレビ放送、福岡放送）

## 漫画
『陽炎の辻 居眠り磐音』と題してかざま鋭二の作画により漫画化された。
『居眠り磐音 IWANE』として双葉社の漫画雑誌『A-ZERO』に2008年7月の創刊号より連載を開始し、『A-ZERO』の看板作品となっており表紙率が高く、毎号50ページ越えで連載された。2009年6月にて同誌休刊後、『漫画アクション』（同社刊）に移籍して『陽炎の辻 居眠り磐音』と改題し7月21日発売号より連載、アクションコミックスから単行本化された。全11巻。
作画のかざまはゴルフ漫画で有名な漫画家であるが、時代劇漫画は初挑戦。しかしそれを感じさせない作品になっている。

### 単行本
- かざま鋭二 『居眠り磐音 江戸双紙』双葉社《ACTION COMICS》 全11巻
  1. 第1巻（2009年1月15日、ISBN 978-4-575-83569-4）
  2. 第2巻（2009年1月15日、ISBN 978-4-575-83570-0）
  3. 第3巻（2009年4月11日、ISBN 978-4-575-83614-1）
  4. 第4巻（2009年7月21日、ISBN 978-4-575-83651-6）
  5. 第5巻（2010年1月28日、ISBN 978-4-575-83723-0）
  6. 第6巻（2010年5月28日、ISBN 978-4-575-83770-4）
  7. 第7巻（2010年9月28日、ISBN 978-4-575-83816-9）
  8. 第8巻（2010年12月27日、ISBN 978-4-575-83851-0）
  9. 第9巻（2011年3月28日、ISBN 978-4-575-83884-8）
  10. 第10巻（2011年6月28日、ISBN 978-4-575-83918-0）
  11. 第11巻（2011年9月28日、ISBN 978-4-575-83969-2）

### コンビニコミック
- かざま鋭二 『居眠り磐音 江戸双紙』双葉社《ACTION COMICS 5coinsアクションオリジナル》
  1. 第1巻（2008年12月4日、ISBN 978-4-575-99435-3）